# Ударни одред 5. корпуса НОВЈ
Ударни одред  5. корпуса НОВЈ је био је био партизанска јединица у саставу Народноослободилачке војске и партизанских одреда Југославије током Другог светског рата у Босни и Херцеговини.

## Историјат
Формиран је у септембру 1943. у Босанској крајини као покретна ударна резерва Штаба корпуса против непријатељевих група (четника, зеленог кадра и муслиманске усташке милиције) које су дејствовале у дубини слободне територије. Употребљаван је на простору од Петровца, Грахова и Гламоча до Бање Луке, Мркоњић Града и Приједора, углавном, ојачавајући дејства територијалних партизанских одреда, а касније и за оперативне задатке на фронту. Поред тога обезбеђивао је више штабова (укључујући и Врховни штаб) и њихове установе. У почетку је био јачине батаљона (почетком новембра 1943. имао је 420 бораца). Укључивањем у њихов састав првих ударних батаљона Дрварско-петровачког и Граховско-пеуљског НОП одреда 2. децембра 1943, нарастао је на три батаљона и пратећу чету, а нешто касније и чету за везу, са укупно преко 700 бораца. Учествује у првој бањалучкој операцији 31. децембар 1943. — 1. јануар 1944, у току јануара 1944. спречава продор према Мркоњић-Граду немачког 92. моторизованог пука у оквиру немачких зимских операција. Са формирањем 39. ударне дивизије 26. марта 1944. Ударни одред је ушао у њен састав као трећа бригада, па се од тада помиње и као Ударни одред 39. дивизије. У том својству учествује 19/20. априла 1944. и у борби за Приједор. Наредба о проглашењу Ударног одреда у 16. крајишком ударном бригадом издата је 28. априла 1944, а само проглашење извршено је у Дрвару 5. маја 1944.